# Achtaranda
La Achtaranda (in russo Ахтаранда?) è un fiume della Russia siberiana orientale, affluente di sinistra del Viljuj (bacino idrografico della Lena). Scorre nel Mirninskij ulus della Sacha-Jacuzia.

## Percorso e bacino imbrifero
Nasce dall'altopiano del Viljuj, dall'unione dei due bracci sorgentiferi Alymdža e Olgujdach, scorrendo successivamente nella sezione sudorientale del medesimo altopiano; sfocia nel Viljuj nel suo medio corso, a 1 336 km dalla foce (nell'invaso artificiale del bacino del Viljuj). La sua lunghezza è di 75 km, che sale tuttavia a 302 se sommato al corso dell'Alymdža.
Il bacino idrografico dell'Achtaranda si estende per 15 700 chilometri quadrati, quasi completamente spopolati (vista la rigidità climatica) e interessati da profondi strati di  permafrost. Il maggior tributario del fiume è il Batyr (221 km), proveniente dalla destra idrografica.

## Regime
L'Achtaranda è gelata in superficie, mediamente, nel periodo metà ottobre - metà maggio. Il regime è caratteristico dei fiumi siberiani, e vede un deciso minimo invernale (quando la portata media può scendere anche a zero, in occasione del congelamento dell'intera sezione del fiume), e massimi tardo primaverili ed estivi.
Portata media del fiume Achtaranda misurata alla confluenza dell'affluente Batyr, in m³/s
Dati calcolati nel periodo 1970-1975